# この人を見よ (コレッジョ)
『エッケ・ホモ』いわゆる『この人を見よ』（このひとをみよ、伊: Ecce Homo）、あるいは『人々に示されたキリスト』（ひとびとにしめされたキリスト、伊: Cristo presentato al popolo, 英: Christ presented to the People）は、イタリアのルネサンス期のパルマ派の画家コレッジョが1525年から1530年頃に制作した絵画である。油彩。
主題は『新約聖書』「ヨハネによる福音書」19章で言及されているイエス・キリストの受難の場面から取られている。「エッケ・ホモ」とはこのときユダヤ属州総督ピラトが発した言葉である。現在はロンドンのナショナル・ギャラリーに所蔵されている。

## 主題

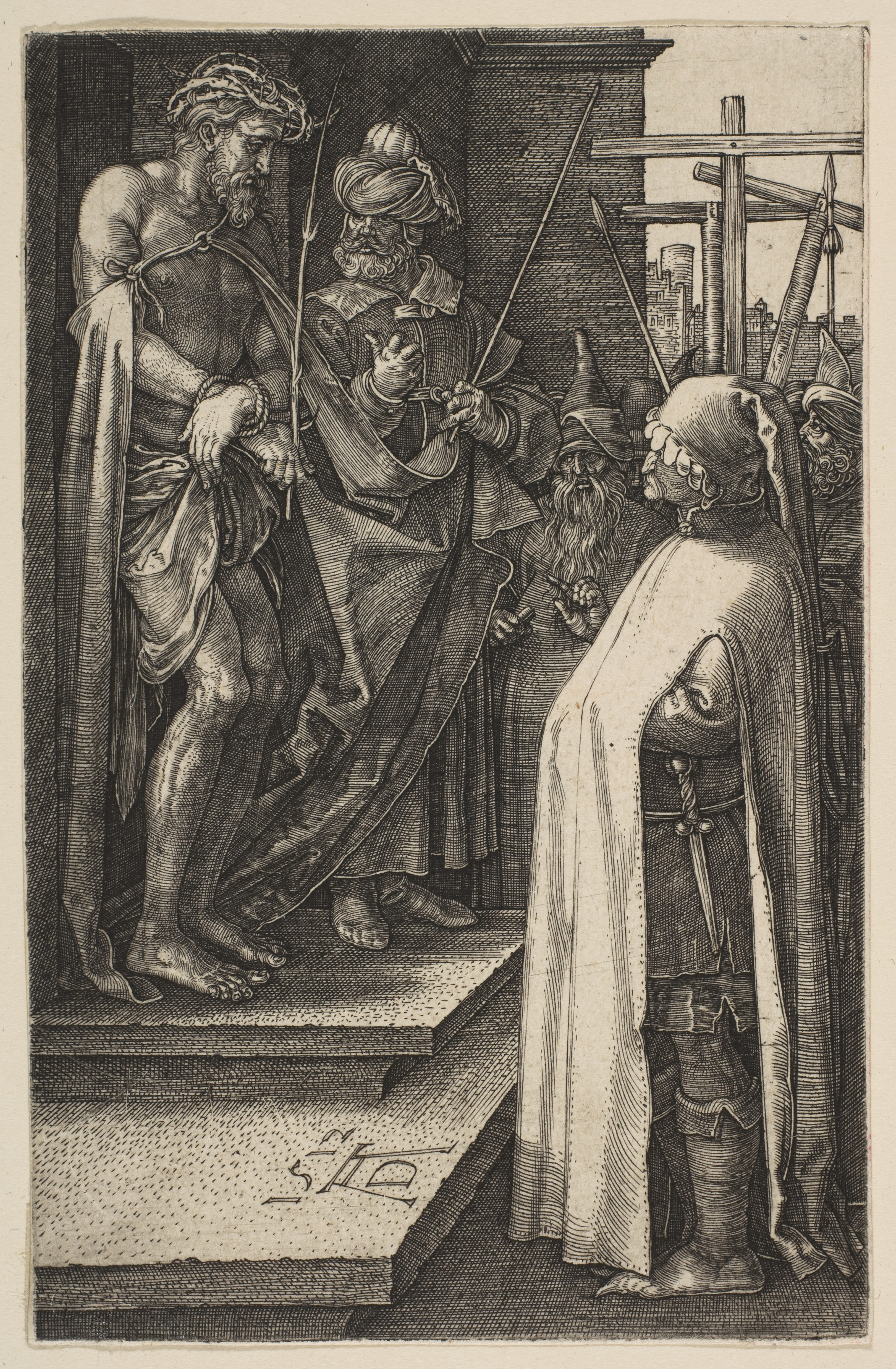
アルブレヒト・デューラーの『この人を見よ』。いくつかあるデューラーの同主題の版画の1つ。1512年。

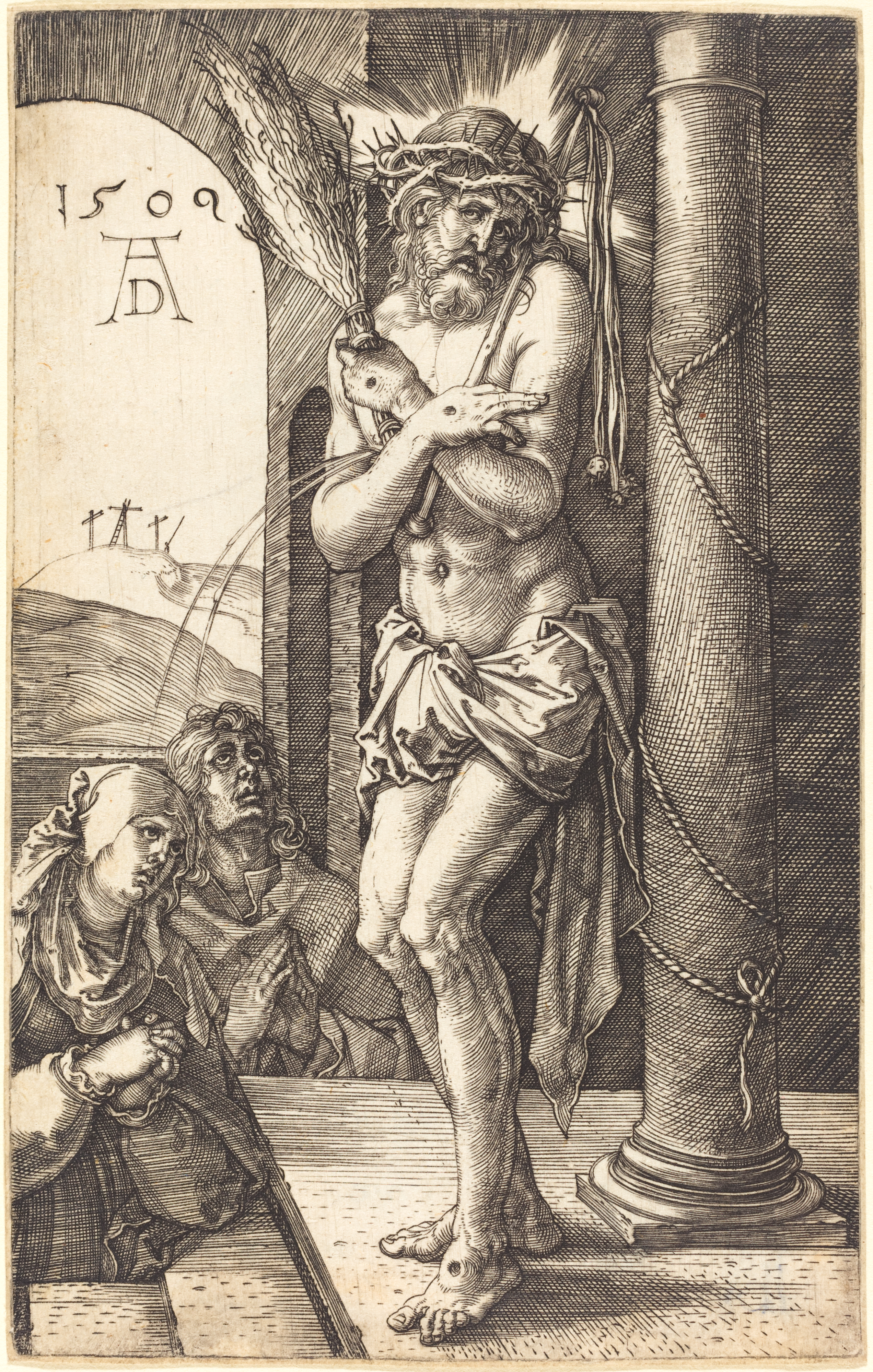
同じくアルブレヒト・デューラーの『小さな銅版画受難伝』の1つ「柱のそばの悲しみの男」。1509年。

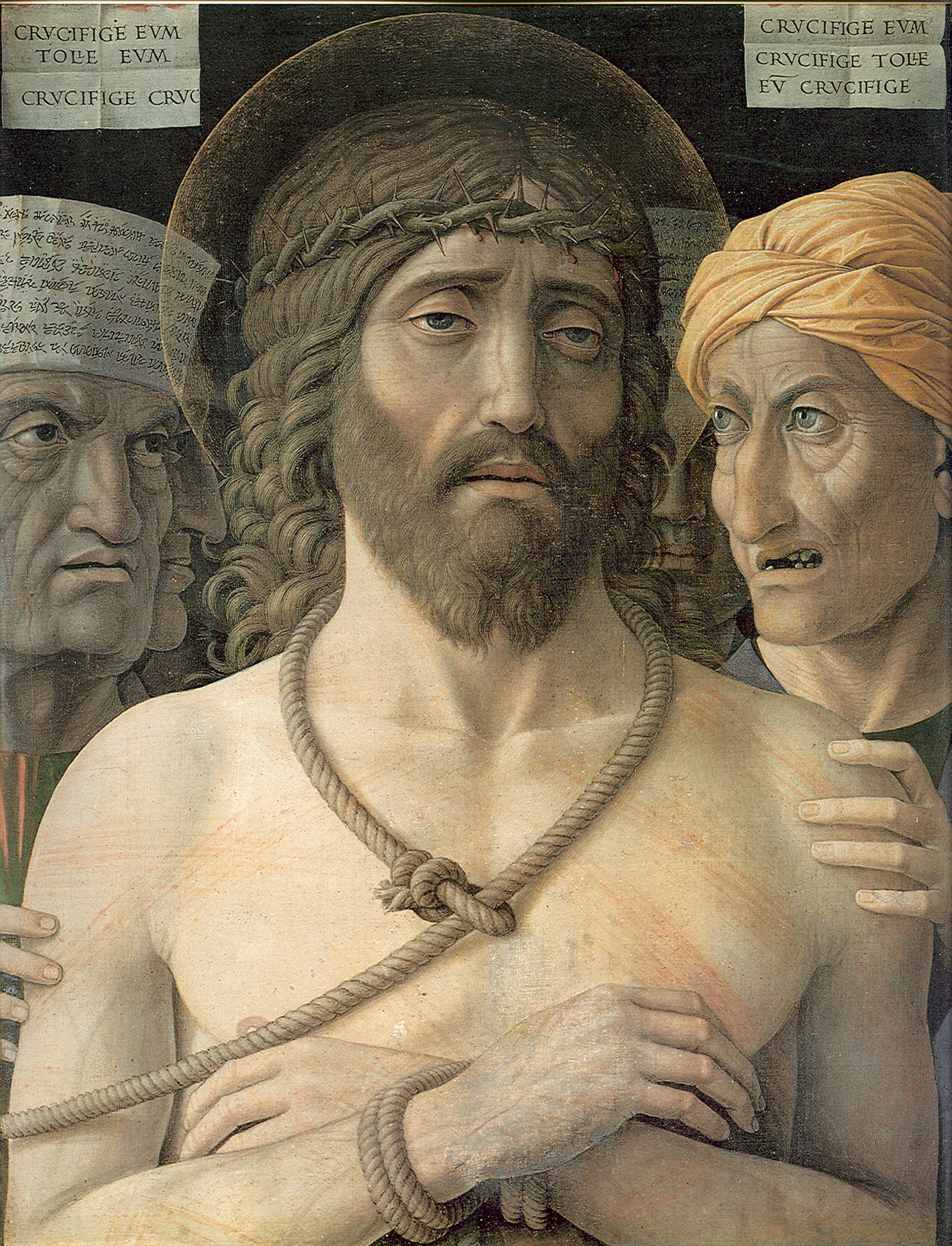
マンテーニャの『この人を見よ』。ジャックマール＝アンドレ美術館所蔵。

最後の晩餐ののち、キリストはオリーブ山で捕らえられ、官邸に連行された。ピラトはキリストを尋問したが罪を見出すことはできなかった。ときはちょうど過越の時期であり、ピラトはユダヤ人の前に進み出て、「過越には罪人を1人許すことが慣例であるが、キリストは許されるべきであろうか？」と問うと、彼らは盗人のバラバを許すよう求めた。そのためピラトはキリストを鞭打ちした。 兵士たちは茨の冠を編んで、キリストの頭に被せ、紫の上着を着せ、「ユダヤ人の王、万歳」と叫んだ。そして平手でキリストを打ち続けた。キリストはその格好のまま外へ連れて行かれると、ピラトは彼らに言った、「この人を見よ」（あるいは「見よ、この人だ」）。 祭司長たちは「十字架につけよ」と叫んだ。ピラトは彼らに言った、「あなたがたがキリストを引き取って十字架につけるがよい。わたしは彼に如何なる罪も見い出せない」。ユダヤ人は彼に答えた、「われわれの律法によれば、彼は自らを神の子としたのだから死罪に相当します」。ピラトはキリストを許そうと努めた。しかし彼らが「もしこの人を許したなら、あなたは皇帝の味方ではありません。自らを王とする者はみな皇帝に背く者です」と叫ぶのを聞くと、ピラトはキリストを彼らに引き渡した。

## 作品
コレッジョはユダヤ人の群衆の前に連れてこられたキリストを描いている。キリストの両手は身体の前で縛られ、頭に茨の冠を被せられ、両肩に紫の上着を着せられている。鑑賞者の方を見つめるキリストの表情は慈悲を懇願するかのようであり、強烈な哀愁を漂わせている。ピラトは黄色の衣服を着てターバンをかぶり、キリストの背後の画面左で鑑賞者を見つめながら、右手を上げて立っている。ピラトの修辞学的な身振りは彼が話していることを示しており、鑑賞者に「この人を見よ」と促している。聖母マリアは気を失って背後に倒れながら欄干に沿って爪を立てており、彼女を伝統的な赤と緑の服を着た福音記者聖ヨハネが支えている。『新約聖書』では気を失った聖母がこの場面で言及されていないため、同主題の絵画でも通常は聖母が描かれることはない。画面右側に立っている横顔の兵士は敬意を帯びた表情でキリストを見つめている。この兵士はもしかしたらキリストの神性を認めた百人隊長ロンギヌスかもしれない。
「エッケ・ホモ」はルネサンス期に入って盛んに描かれるようになった主題で、その描写としては、茨の冠を載せたキリストの頭部か上半身のみを描いたものと、物語の叙述としてピラトの官邸か審問所のバルコニーなどの舞台設定のもとで多くの群衆に示されたキリストを描いたものの2つに分かれる。
本作品は前者に当たるが、コレッジョはシンプルなキリスト像のみを描いた作例よりもより複雑な構図を作り上げている。たとえば、慈悲を懇願するかのようなキリストの視線、そしてピラトの身振りと視線は、いずれも鑑賞者の側に向けられている。特にピラトの描写は重要であり、絵画の場面が「ヨハネによる福音書」で言及されているピラトがキリストを有罪とするために集まったユダヤ人の群衆に向けて語り掛けた場面（過越で罪を許するのはキリストか別の罪人かを問う場面、あるいは「この人を見よ」と叫ぶ場面）であるとわかる。しかし絵画のピラトが語り掛けているのは鑑賞者なのであるから、その結果、鑑賞者はユダヤ人の群衆の役割を担うことになる。この点は本作品が絵画の前に鑑賞者がいることで完成する作品であることを示しており、このようにしてコレッジョはユダヤ人の群衆と鑑賞者を同一化させ、それによって鑑賞者を絵画世界に引き込み、受難の場面に立ち会わせる効果を画面に与えている。
こうした構図の持つ性格は制作年代について示唆しており、コレッジョが特に登場人物の「魂の動き」に関心を持ち、優れた研究を行った1520年代初頭と考えられている。ナショナル・ギャラリーはそれよりも遅い1520年代の後半としている。
なお、図像的な源泉についてはいくつか指摘されている。全体的な構図はおそらくジャックマール＝アンドレ美術館所蔵のアンドレア・マンテーニャの1500年頃の『この人を見よ』（Ecce Homo）に触発されたたものであり、ピラトの身振りはアルブレヒト・デューラーの版画『この人を見よ』（Ecce Homo）に由来していると思われる。また聖母マリアと聖ヨハネは同じくアルブレヒト・デューラーの『小さな銅版画受難伝』の1つ「柱のそばの悲しみの男」にインスピレーションを得たと思われる。そこには群衆に示すために茨の冠を戴いたキリストとともに聖母と聖ヨハネが描かれている。
X線撮影を用いた科学的な調査は、コレッジョが制作過程でキリストをはじめ多くの部分に変更を加えたことを明らかにした。キリストの手の位置を変え、胴体の露出をより大きくしており、さらに顔の表情を強い悲哀を感じさせるものに変更した。コレッジョはおそらく数年かけて制作に取り組んだ。

## 来歴
絵画の発注主や制作経緯、初期の来歴は不明である。ただしアゴスティーノ・カラッチが1587年に制作したエングレーヴィングの碑文によると、当時パルマのプラティ家（Prati family）のコレクションの一部であったので、プラティ家の発注により制作された可能性がある。その後、絵画はローマのコロンナ家とナポリ王フェルディナンド4世、ジョアシャン・ミュラ（ナポレオンの妹カロリーヌの夫）に所有された。ジョアシャン・ミュラは1808年に失脚したスペインの宰相マヌエル・デ・ゴドイの財産を没収してナポリに移した。これによりコレッジョの『キューピッドの教育』（L'Educazione di Cupido）がナポリのコレクションに加わることとなった。1815年、ワーテルローの大敗後、ミュラはナポリの奪還に失敗して捕らえられ、処刑された。未亡人となったカロリーヌはコレッジョの2点の絵画を持ってウィーンに亡命すると、その年のうちにアイルランド貴族の第3代ロンドンデリー侯爵チャールズ・ウィリアム・ヴェーンに売却した。ナショナル・ギャラリーは1834年にロンドンデリー侯爵から両作品を11,500ポンドで購入した。

## 影響
本作品は早くから高い名声を得ていたようである。コレッジョと並ぶパルマ派の画家パルミジャニーノはローマに移る1524年以前から本作品の構図に精通していたらしく、ロンドンのコートールド美術研究所所蔵のパルミジャニーノの素描は聖母マリアと聖ヨハネに関連していると思われる。またフランチェスコ・マリア・ロンダーニは本作品に触発され、1531年に制作したパルマ大聖堂のフレスコ画『受難と修道院長聖アントニウスの物語』（Storie della passione e di Sn Antonio abate）の中に茨の冠を戴き両手を縛られたキリストを描いた。複製も多く制作されている。ナショナル・ギャラリーには16世紀に制作された制作者不明の複製が所蔵されている。エトルリア・アカデミーおよびコルトーナ市博物館やピッティ宮殿には、キリストのみを描いたフィレンツェの画家チーゴリの複製が所蔵されている。エングレーヴィングはアゴスティーノ・カラッチのほか数名によって制作されている。18世紀にフランチェスコ・ロサピーナが版画で残したコレッジョの失われた素描は、コレッジョの最初の構想であり、パルミジャニーノが見た構図のバージョンであった可能性がある。

## ギャラリー
ディテール

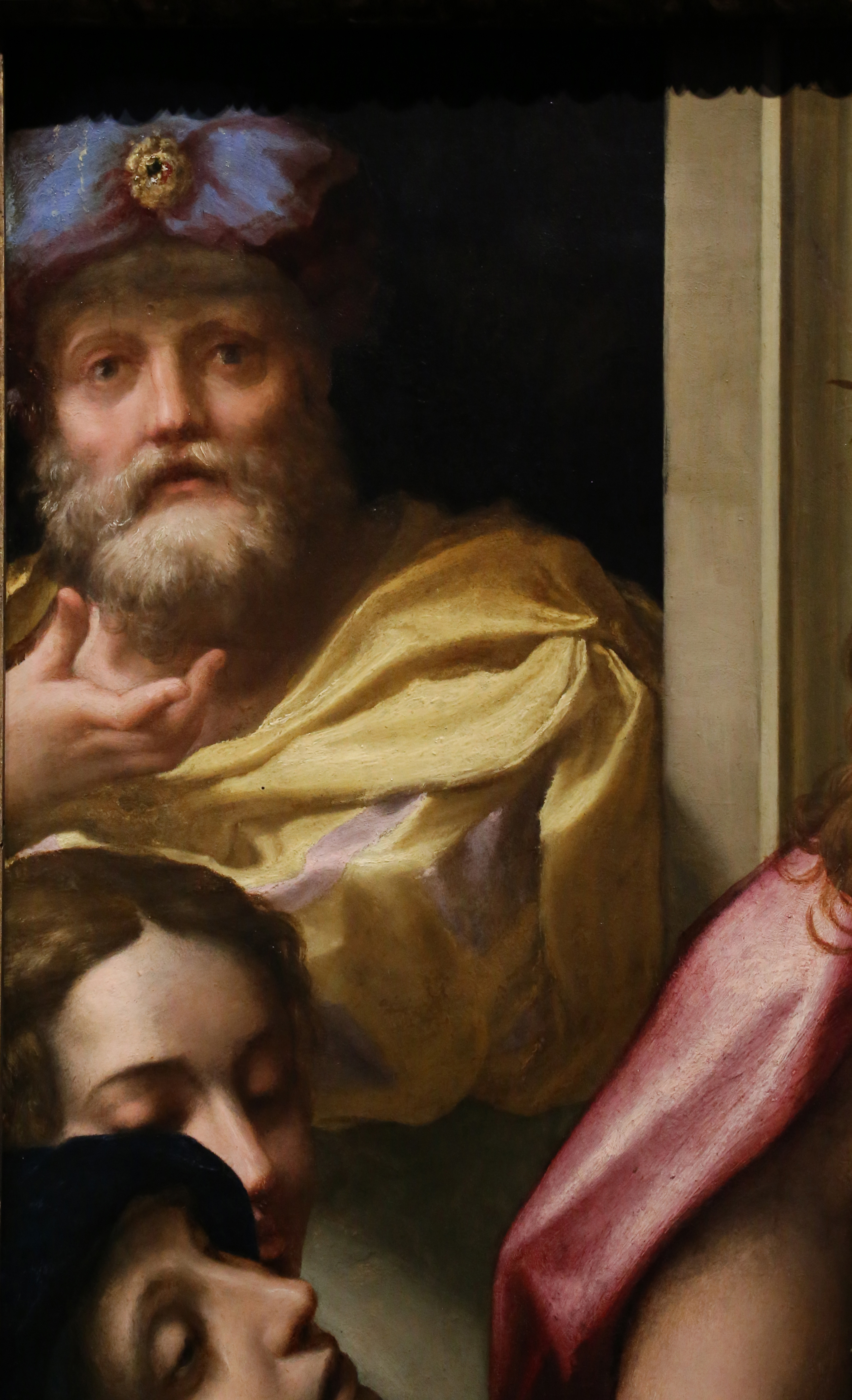
ピラト
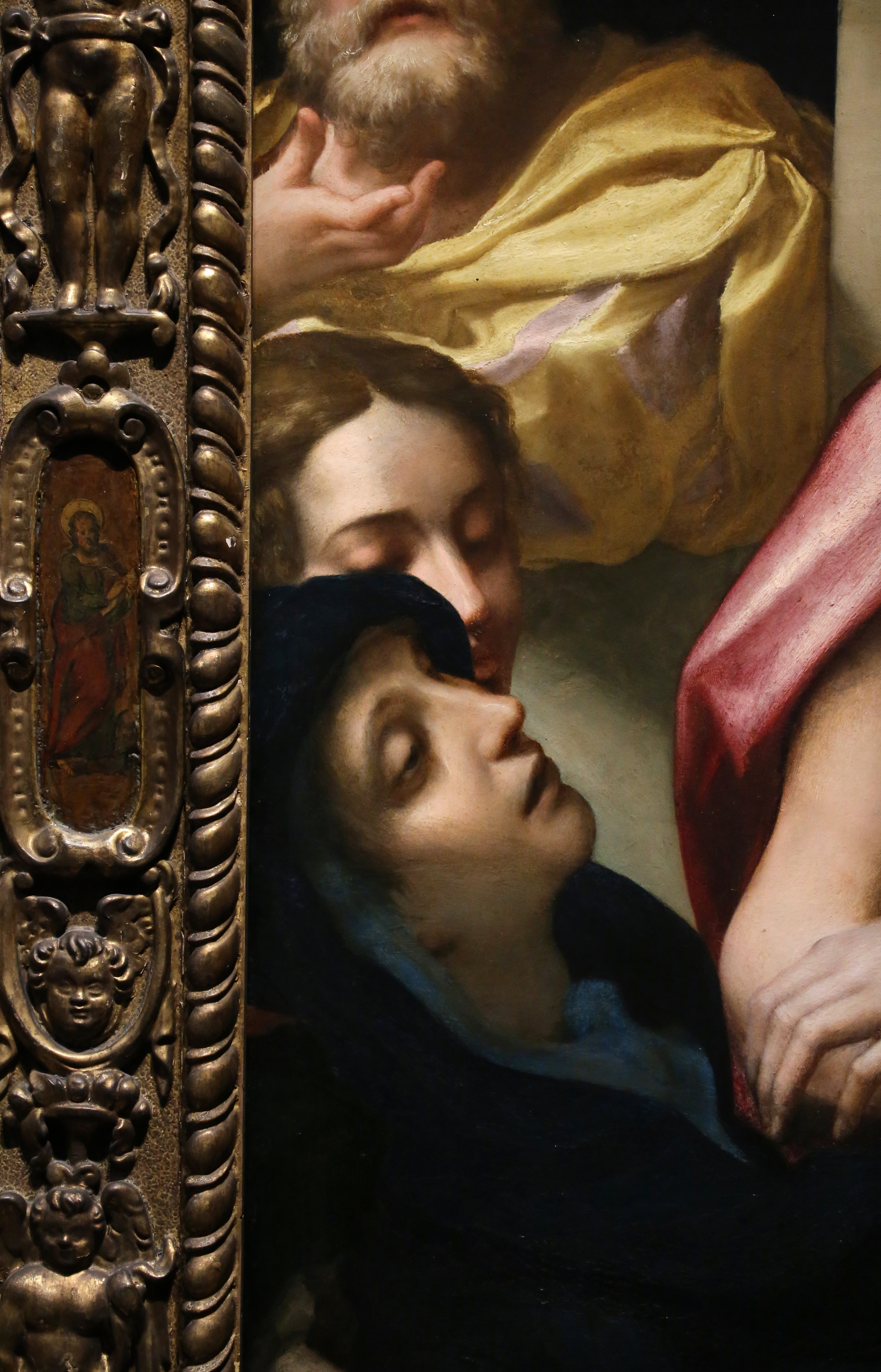
聖母マリア
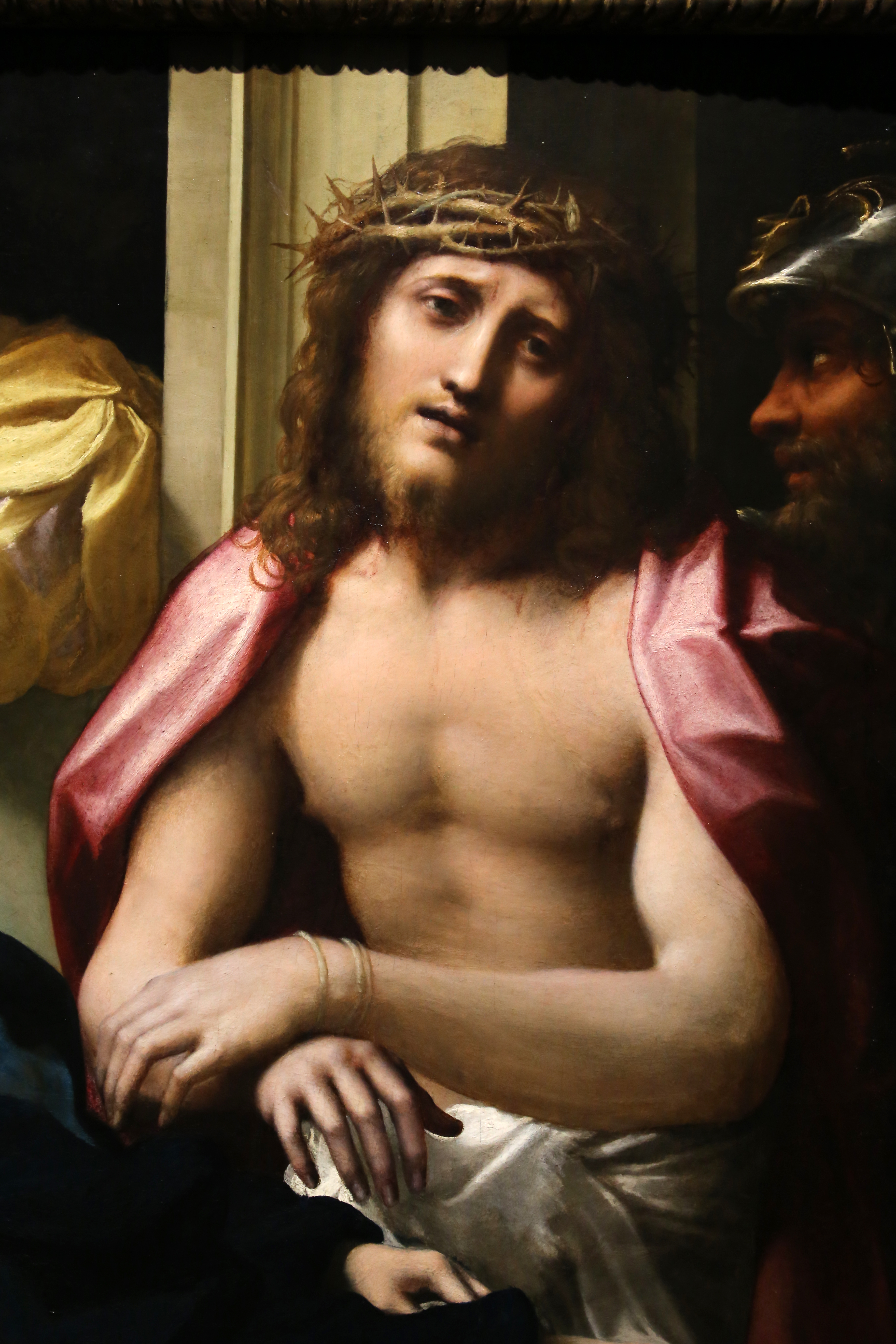
キリスト
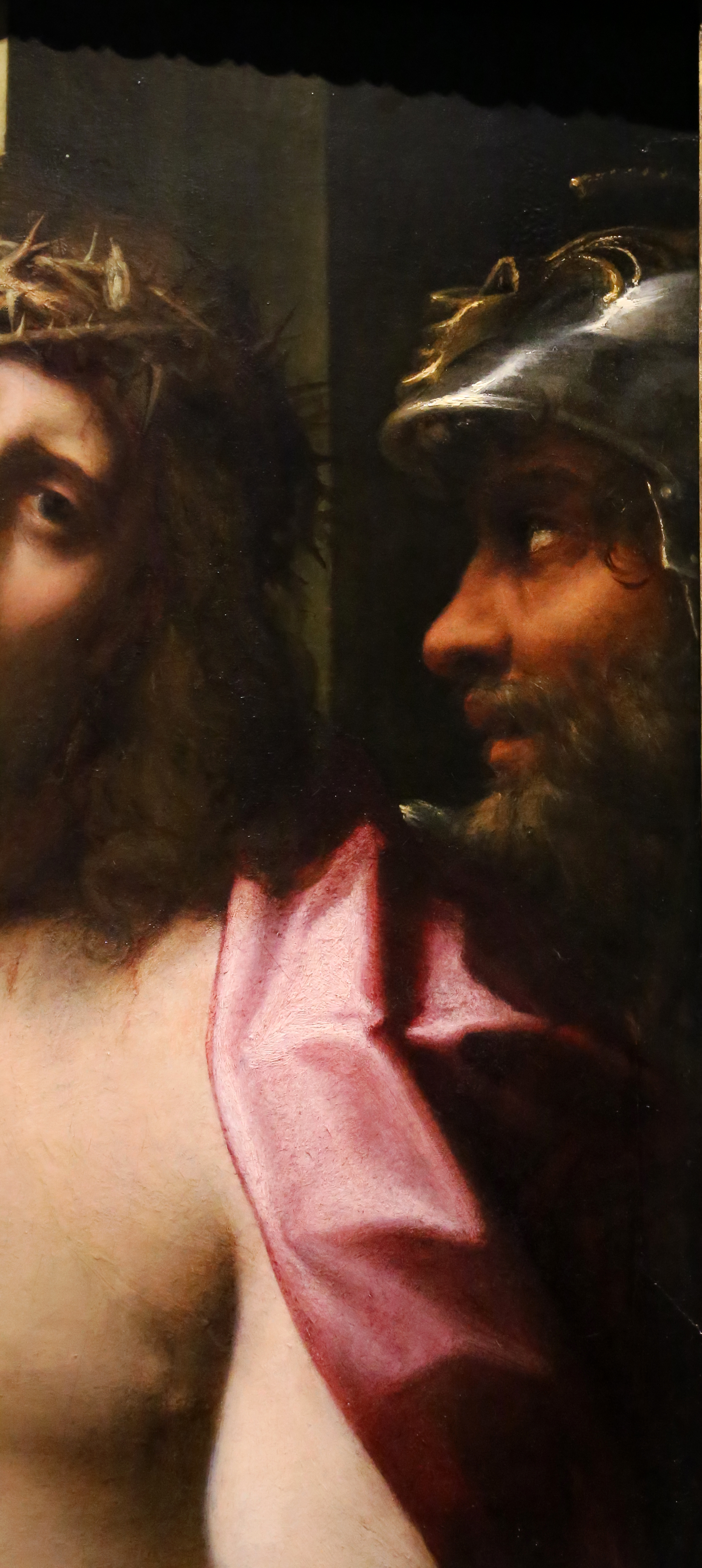
ロンギヌス

複製ほか

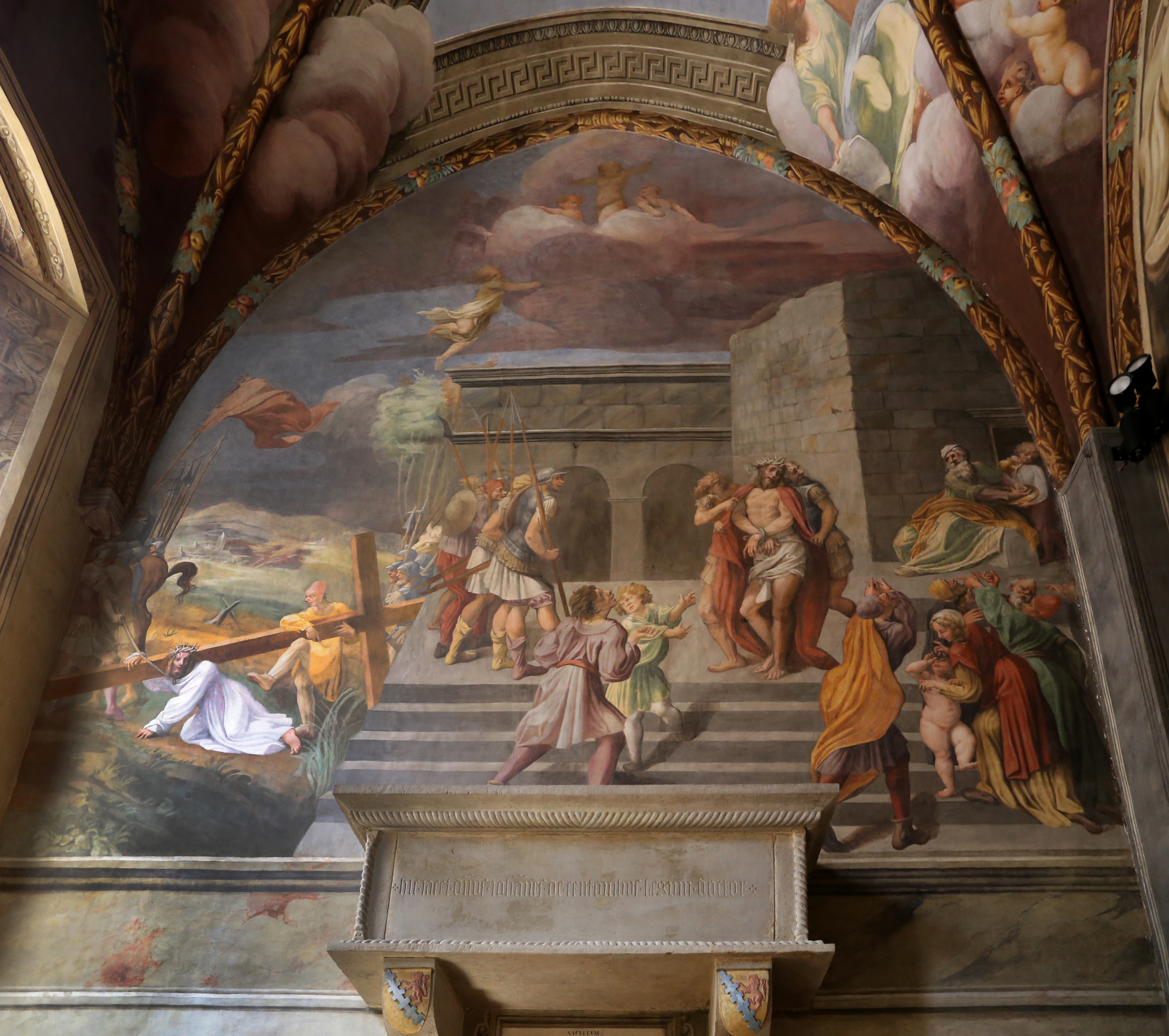
フランチェスコ・マリア・ロンダーニ『受難と修道院長聖アントニウスの物語』1531年 パルマ大聖堂
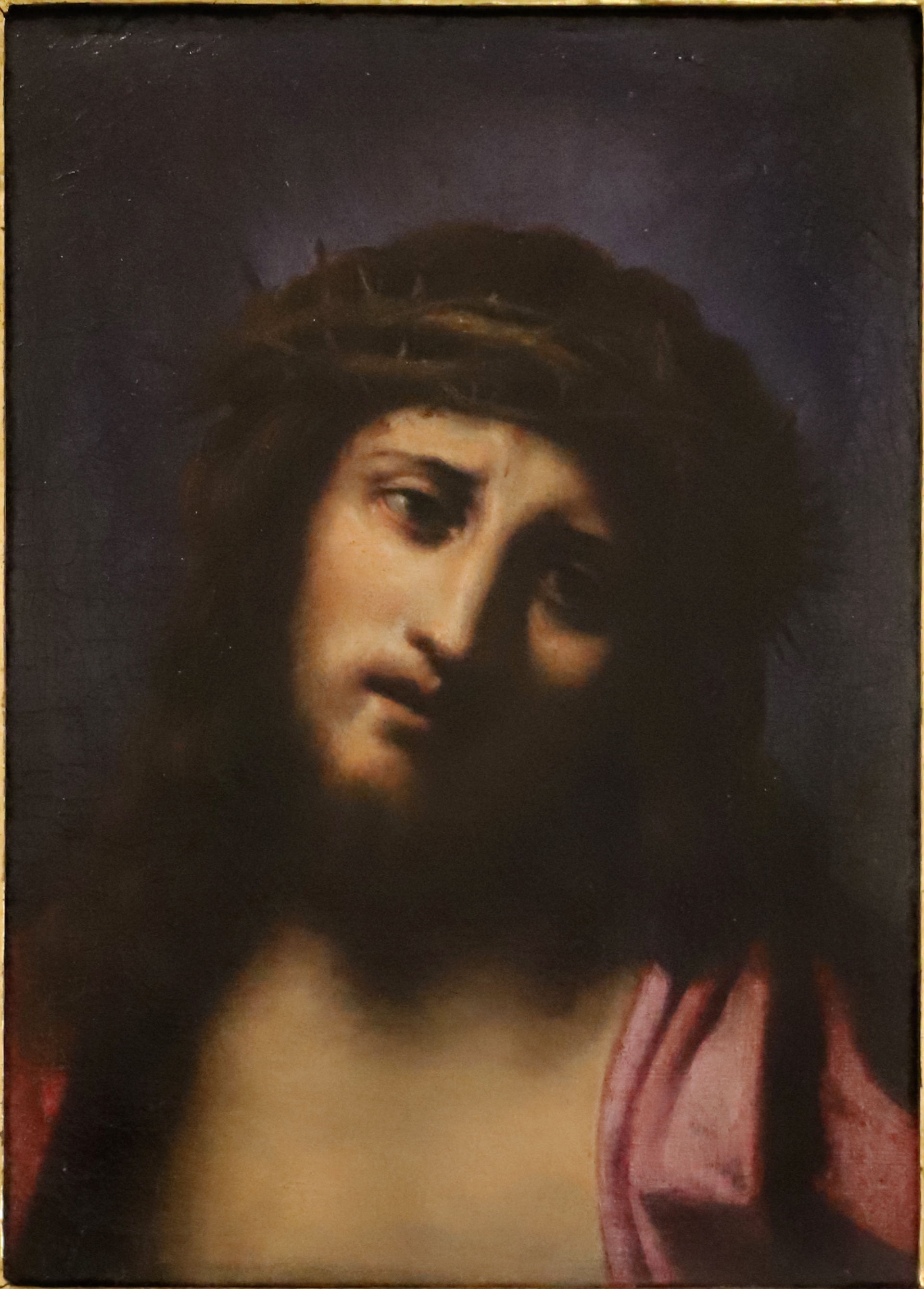
チーゴリによる複製 エトルリア・アカデミーおよびコルトーナ市博物館（イタリア語版）所蔵
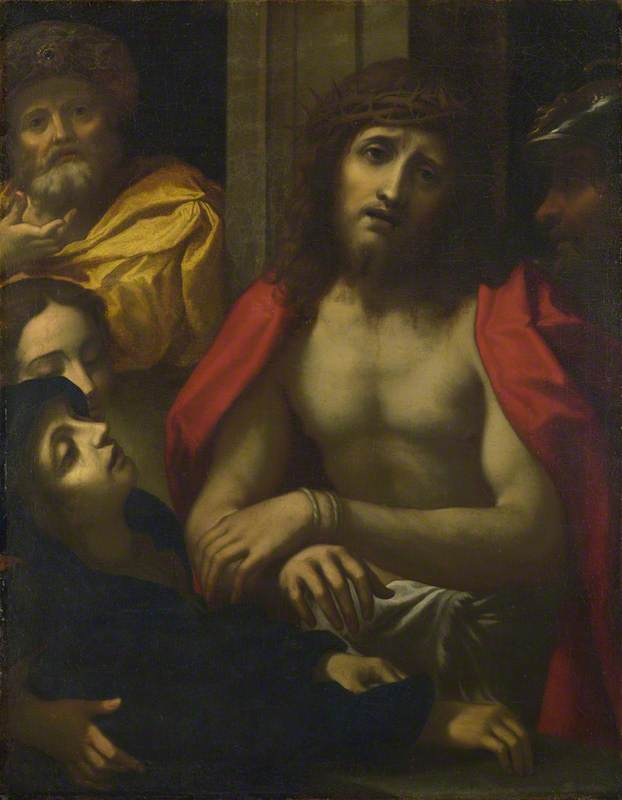
16世紀の複製 ナショナル・ギャラリー所蔵
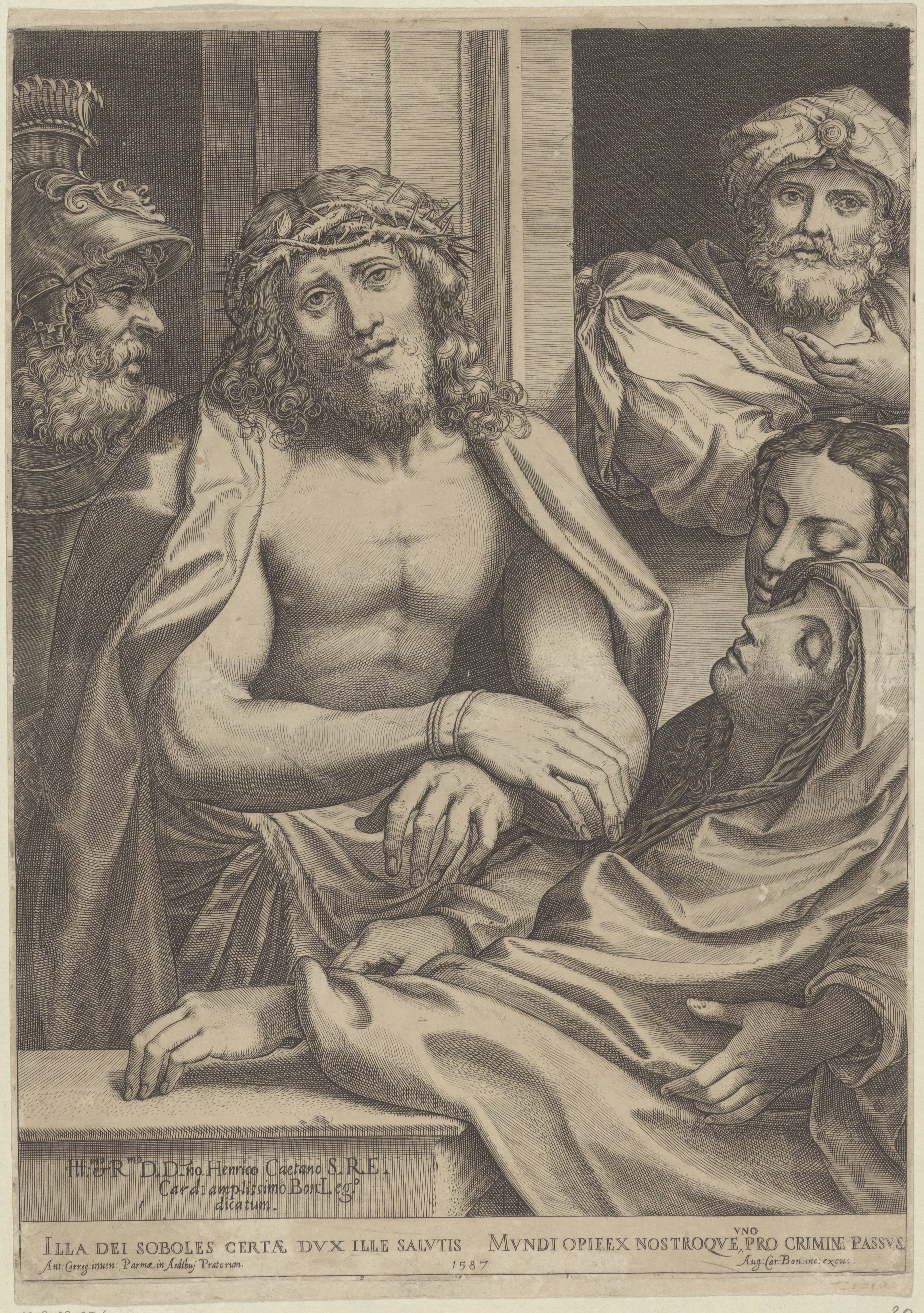
アゴスティーノ・カラッチのエングレーヴィングによる複製 1587年